# Oberlausitzer Heide- und Teichgebiet

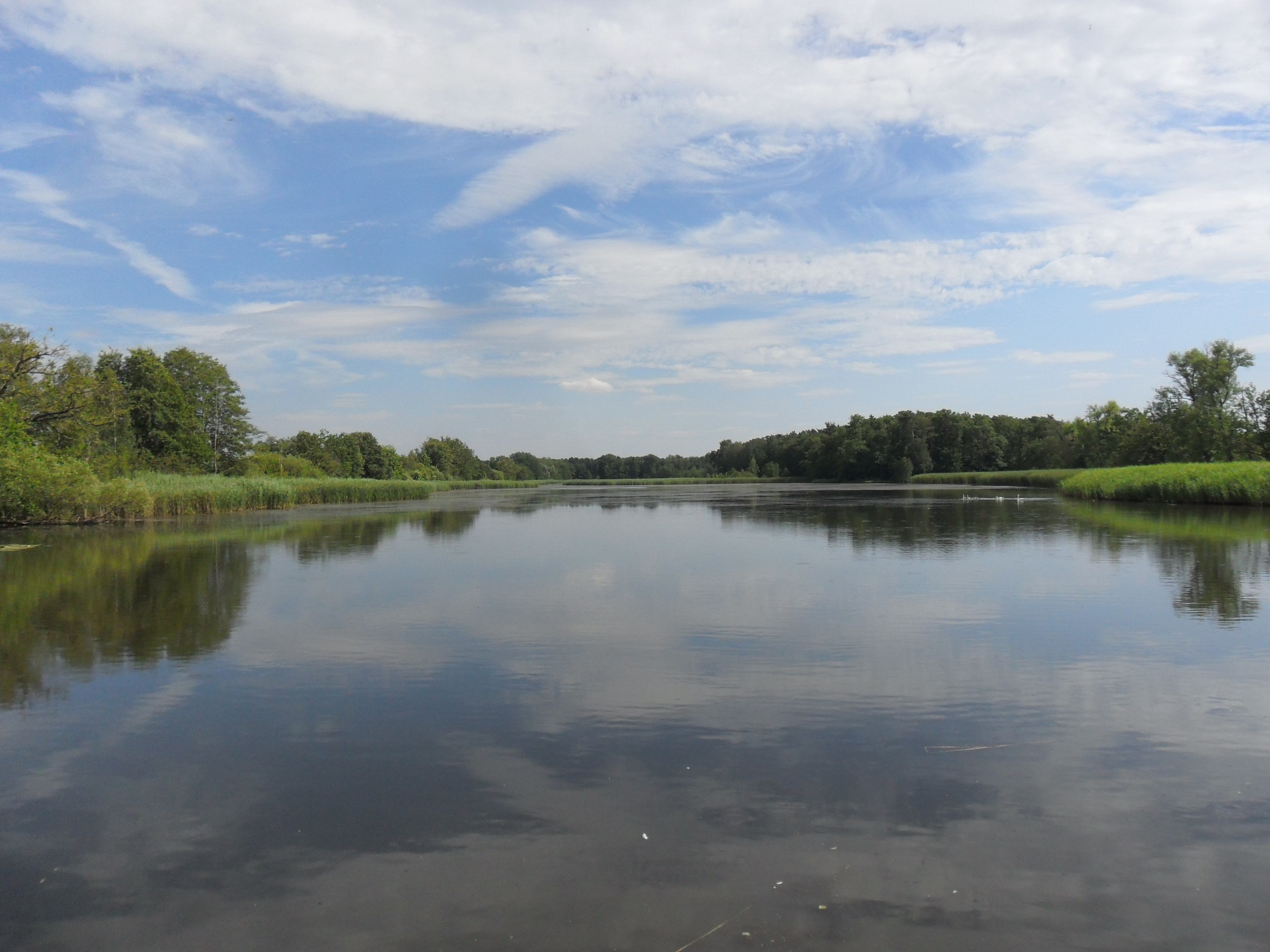
Teichlandschaft südlich von Mönau

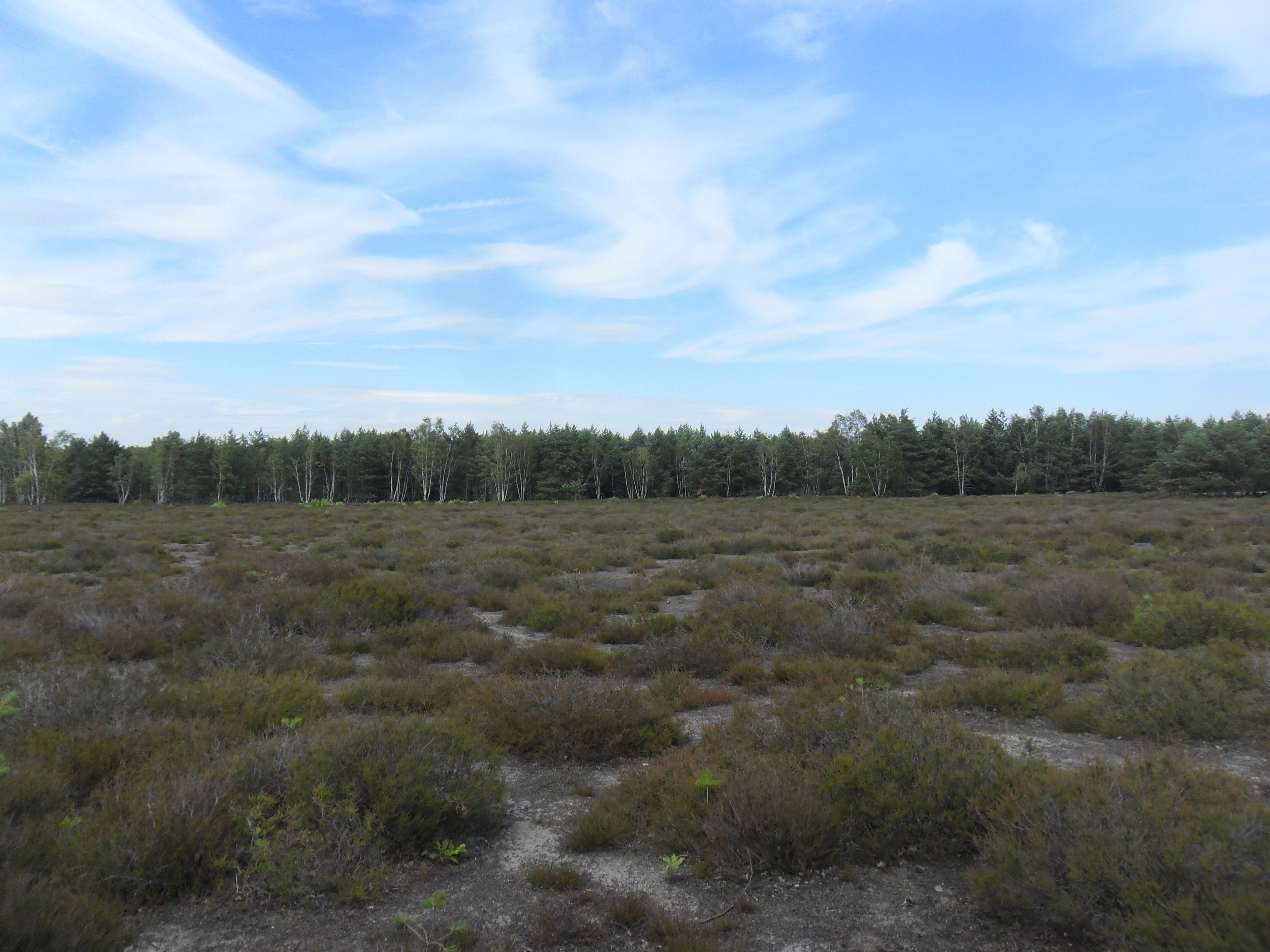
Heidelandschaft westlich von Halbendorf/Spree

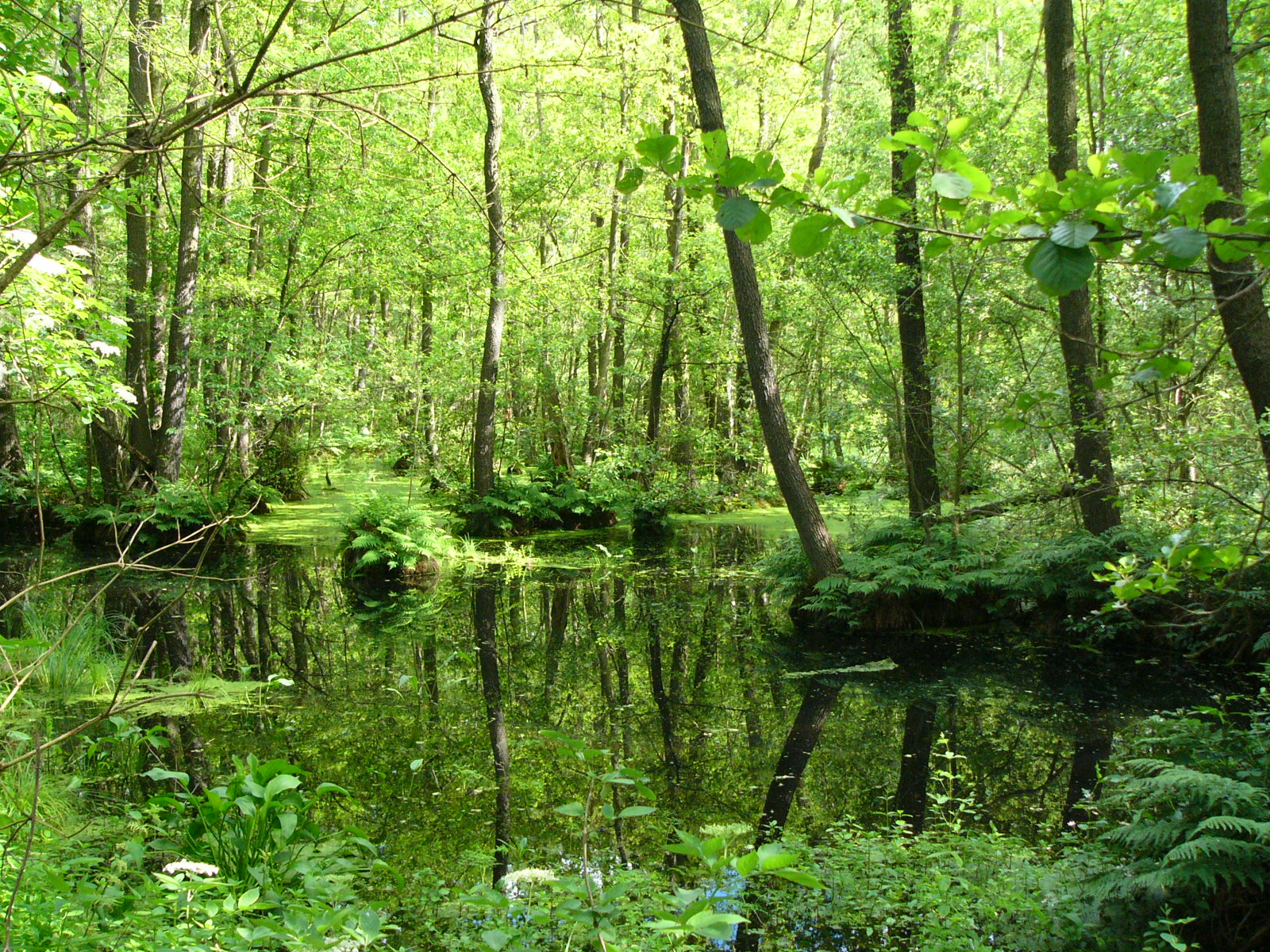
Erlenbruchwald bei Uhyst

Das Oberlausitzer Heide- und Teichgebiet ist ein Naturraum in Sachsen. Er erstreckt sich von der Linie Wittichenau-Kamenz etwa 60 Kilometer in West-Ost-Richtung bis zur Neiße.
Angrenzende Naturräume sind die Muskauer Heide und der Muskauer Faltenbogen im Norden, die beide zur Niederlausitz zählen. Im Süden grenzen das Oberlausitzer Gefilde und die Östliche Oberlausitz an. Die Nord-Süd-Ausdehnung des Oberlausitzer Heide- und Teichgebiets beträgt etwa 15 bis 20 Kilometer.
Den zentralen Teil des Gebiets nimmt das Biosphärenreservat Oberlausitzer Heide- und Teichlandschaft ein, dessen Kernzonen als „Naturschutzgebiet Oberlausitzer Heide- und Teichlandschaft“ ausgewiesen sind.
Das Gebiet ist Teil des saaleeiszeitlichen Urstromtals. Grundwassernahe Talsande in Höhenlagen zwischen 130 und 150 Metern treten im Wechsel mit über 500 Meter breiten nur wenige Meter tiefer eingesenkten Talniederungen auf. Trockenflächen liegen neben vernässten oder gar vermoorten Flächen.
Fast zehn Prozent der Fläche machen 335 Teiche aus. Damit ist das Oberlausitzer Heide- und Teichgebiet das größte wirtschaftlich genutzte Teichgebiet Europas.
Durch den Braunkohletagebau um das Kraftwerk Boxberg wurde ein Teil der ursprünglichen Naturlandschaft zerstört, jedoch werden die Restlöcher nach der Flutung einen neuen Teil der Landschaft bilden.
Die Potentielle natürliche Vegetation (pnV) stellen Birken- und Eichen-Kiefernwälder, in den Auen auch Erlen-Eschenwälder.